# 狗在都市
狗在都市（Dogs in the City）是美国一档电视真人秀节目，于2012年5月30日在哥伦比亚广播公司播出。该节目展现了纽约市喜剧演员、个人训练师、自称“训狗大师”贾斯汀·西弗尔帮助他的客户解决同宠物之间问题。该剧于2012年7月11日结束。